# Amilcar

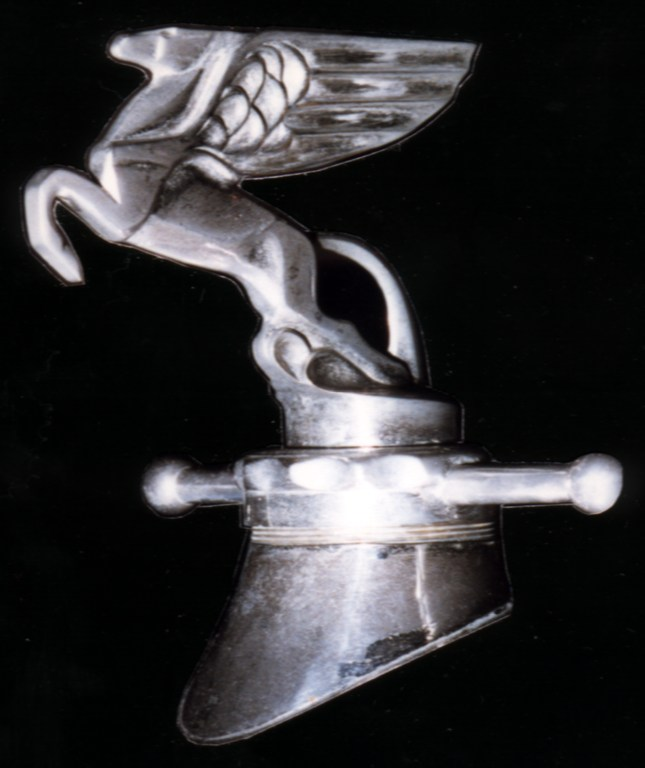
Stemma della Amilcar su una delle sue vetture

La Amilcar è stata una casa automobilistica francese attiva dal 1921 al 1939.

## Storia

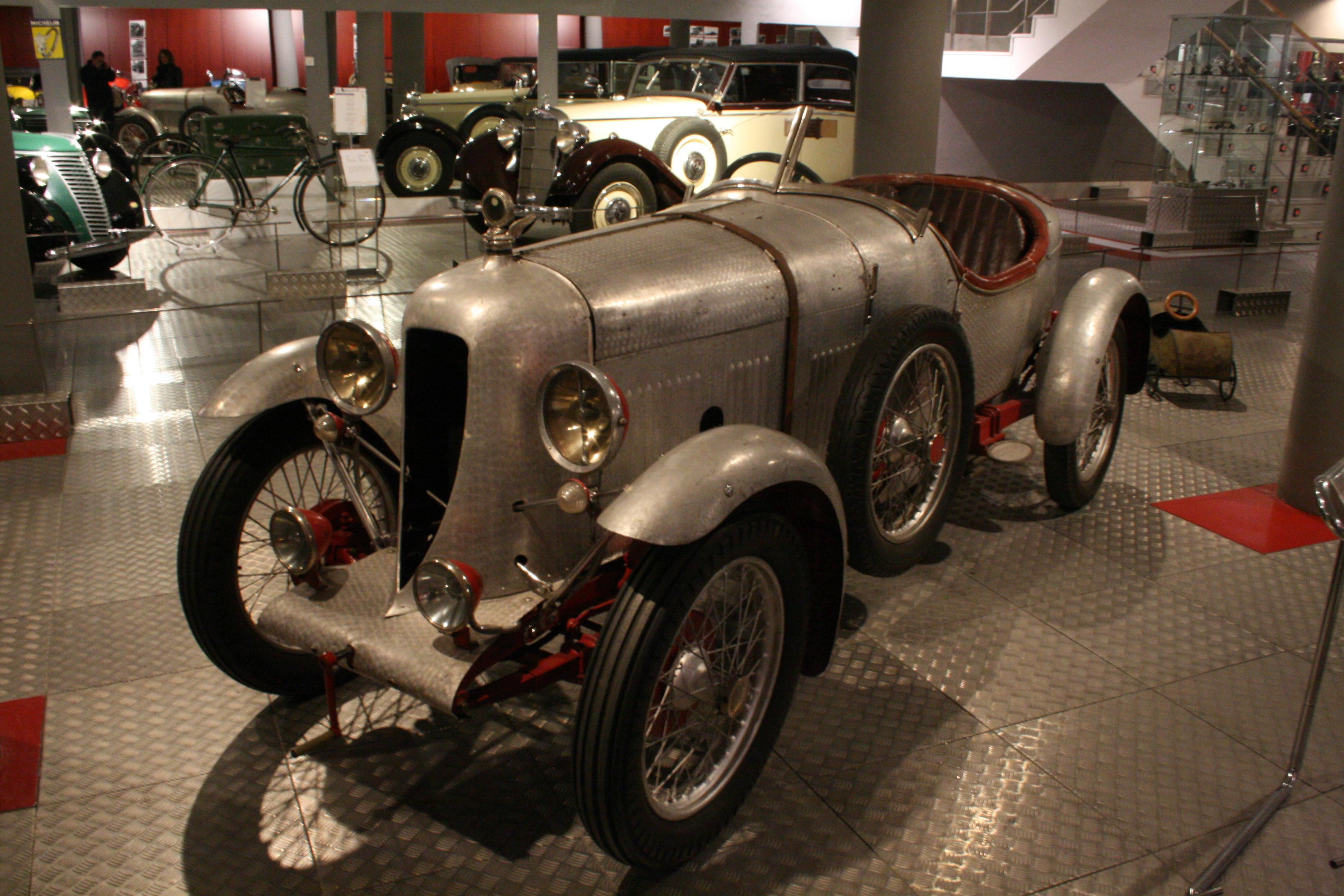
Amilcar Torpedo 1927.

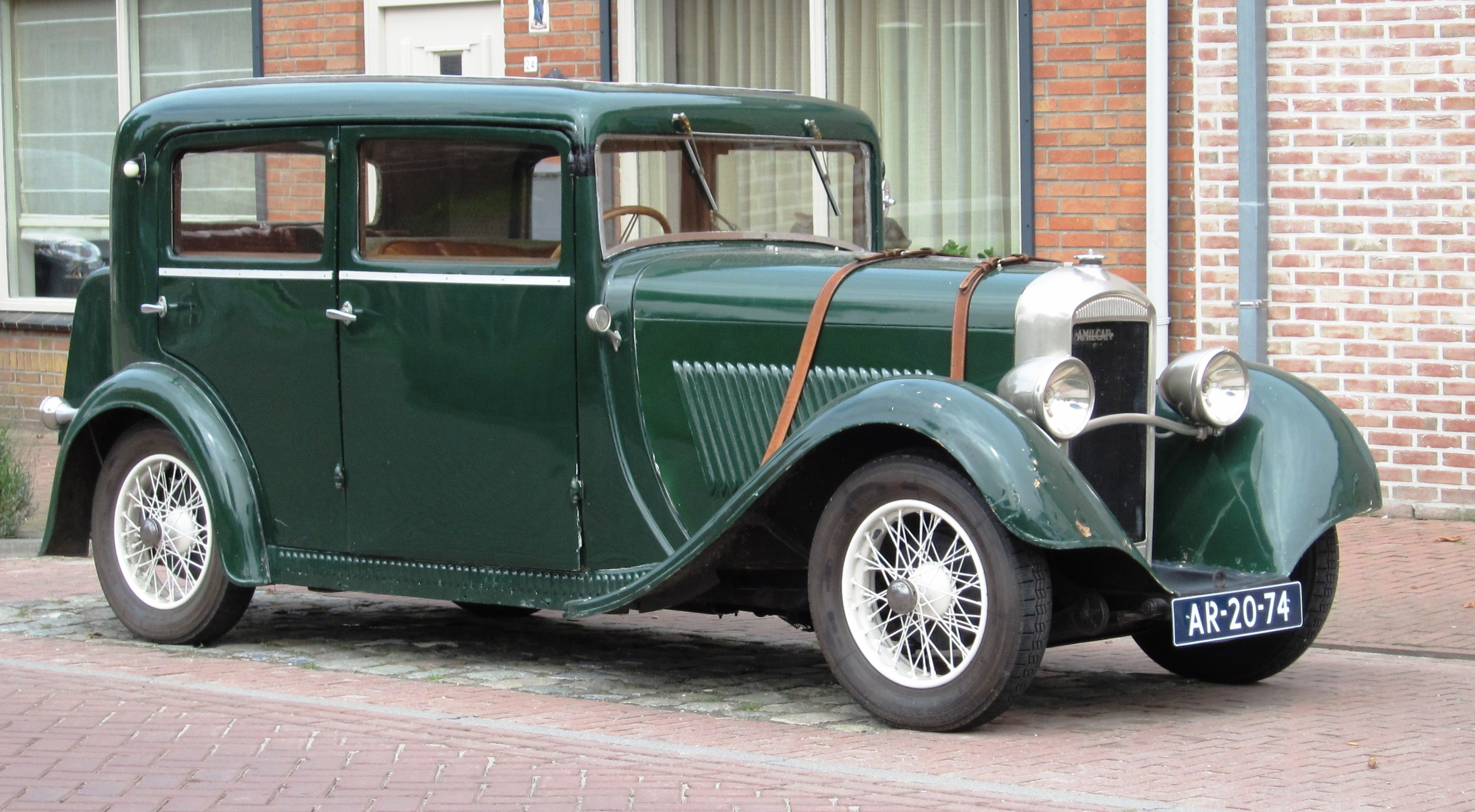
Amilcar M2 ca 1932.

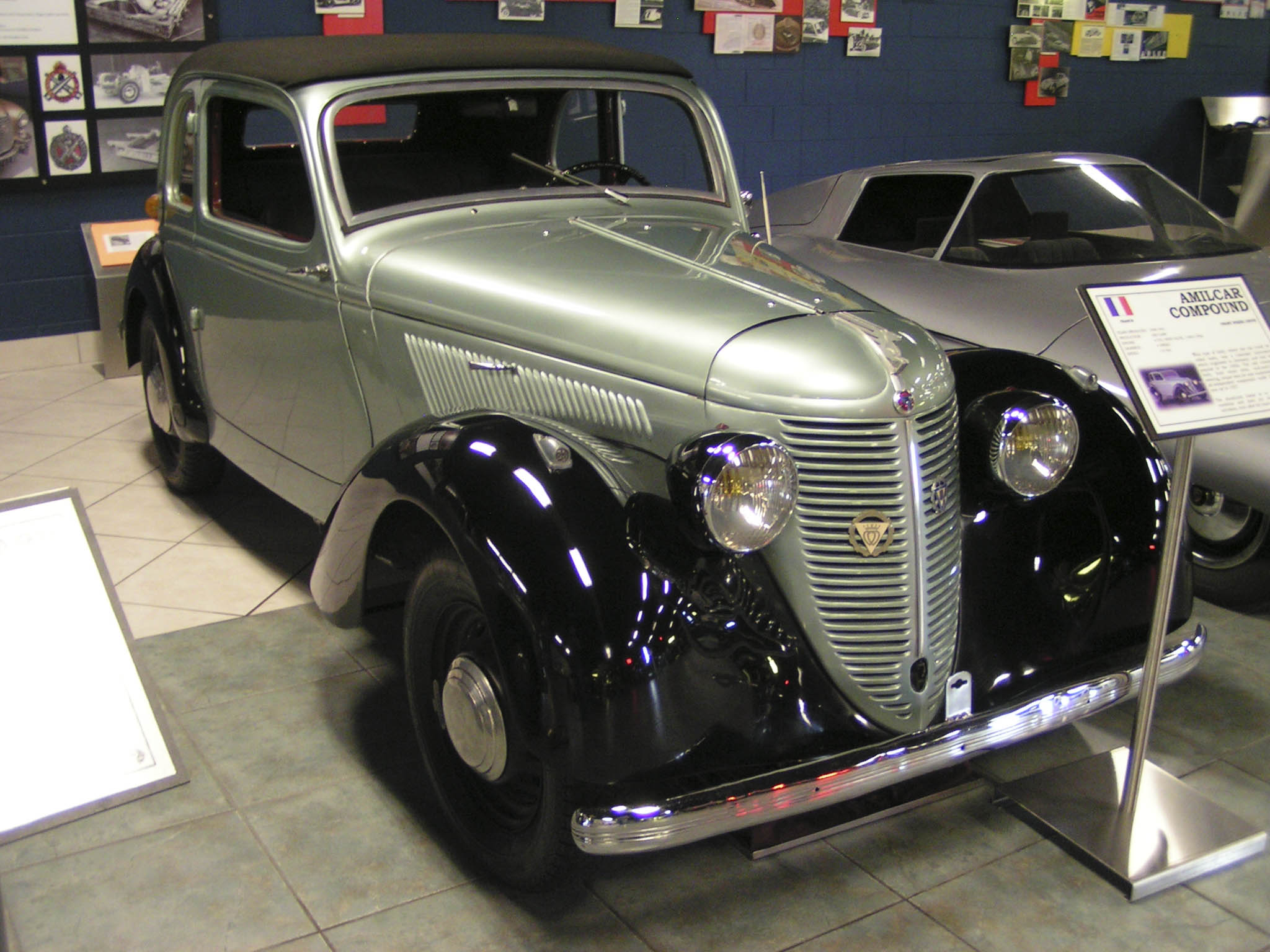
Amilcar Compound 1937.

Questa Casa francese fu fondata con la ragione sociale di Société Nouvelle pour l'Automobile Amilcar. Il nome Amilcar deriva dalla fusione e dall'anagramma, con qualche forzatura, dei cognomi dei due principali fondatori, Joseph Lamy ed Émile Akar. Altri due personaggi parteciparono però alla fondazione della Amilcar, e cioè André Morel ed Edmond Moyet.
La sede della Amilcar fu stabilita subito a Saint-Denis.
La prima vettura proposta fu nel 1922 la CC, una piccola vettura classificabile come autociclo, una vettura che riscosse un discreto successo, soprattutto grazie alle sue doti sportiveggianti che le permisero di brillare in diverse competizioni e di far conoscere il marchio al pubblico, che delle Amilcar cominciò ad apprezzare l'ottimo rapporto qualità/prezzo.
Accanto a modelli dalla meccanica convenzionale ne furono proposti perciò alcuni dotati di soluzioni adottate all'epoca solo da poche Case, come la distribuzione a valvole in testa.
Nacque così la CGS, che contribuì a mantenere alta la fama sportiva che aleggiava sulla Casa di Saint-Denis.
Dal punto di vista sportivo, la marca da battere per l'Amilcar fu la Salmson, che riusciva sempre a surclassare le Amilcar grazie ai suoi motori più moderni e dotati di alberi a camme in testa.
Una nuova sportiva, più grande e potente delle prime due, vide la luce nel 1926, la C6, dotata di motore a 6 cilindri sovralimentato, finalmente a doppio albero a camme in testa, di 1094 cm³ e dalla potenza massima stimata di circa 85 cv. In questo modo, la Amilcar riuscì a battere le Salmson, dando il via ad una carriera agonistica che si sarebbe protratta fino al 1949, ben oltre la cessazione dell'attività della Casa stessa.
Ma la produzione Amilcar non si limitò solo alle vetturette sportive: contemporaneamente fecero la loro comparsa infatti anche vetture a vocazione familiare e da turismo, come per esempio la Type E e la Type L.
In seguito furono introdotte nuove vetture da turismo equipaggiate addirittura da un 8 cilindri.
A partire dal 1923 la Amilcar aprì un suo stabilimento anche in Italia (Amilcar Italiana), a Lecco, per iniziativa della Compagnia Generale Automobili fondata da Meo Costantini ed Eugenio Silvani (pilota d'auto e d'aereo il primo, preparatore il secondo). L'azienda, che giunse a produrre fino a cento vetturette al mese, fu ceduta nel 1926 alla Società Industriale Lombardo Veneta Automobili (S.I.L.V.A.) con sede a Verona, che produsse le vetturette (con il marchio "Amilcar Italiana") sino al 1928. Alla fine dello stesso anno, però, l'avventura italiana ebbe termine, a causa della concorrenza della Fiat 509. Altri stabilimenti al di fuori della Francia furono aperti anche in Inghilterra, Germania ed in Austria.
Durante gli anni trenta, la produzione continuò, ma più in sordina, senza più molto clamore. In ogni caso, non fu trascurato né il ramo delle vetture da turismo, né quello delle vetture sportive.
Nel 1937, la Amilcar fu rilevata dalla Hotchkiss: in questo periodo, il modello più di spicco fu il Compound, che proponeva alcune soluzioni interessanti, come la trazione anteriore, la struttura monoscocca in lega di alluminio e le sospensioni a ruote indipendenti su entrambi gli assi.
La produzione della Amilcar terminò nel 1939.